# Angelika Cichocka
Angelika Cichocka (15 marzo 1988) è una mezzofondista polacca.

## Palmarès
| Anno | Manifestazione           | Sede           | Evento          | Risultato  | Prestazione | Note                          |
| ---- | ------------------------ | -------------- | --------------- | ---------- | ----------- | ----------------------------- |
| 2007 | Europei U20              | Hengelo        | 800 m piani     | Batteria   | 2'07"83     |                               |
| 2009 | Europei U23              | Kaunas         | 1500 m piani    | 8º         | 4'17"41     |                               |
| 2010 | Mondiali indoor          | Doha           | 800 m piani     | Batteria   | dq          |                               |
| 2010 | Europei                  | Barcellona     | 800 m piani     | Batteria   | 2'07"17     |                               |
| 2012 | Mondiali indoor          | Istanbul       | 1500 m piani    | 5º         | 4'14"57     |                               |
| 2012 | Europei                  | Helsinki       | 1500 m piani    | Batteria   | 4'14"59     |                               |
| 2013 | Europei indoor           | Göteborg       | 1500 m piani    | Batteria   | 4'14"00     |                               |
| 2013 | Giochi della Francofonia | Nizza          | 800 m piani     | 6º         | 2'04"04     |                               |
| 2013 | Giochi della Francofonia | Nizza          | 1500 m piani    | Bronzo     | 4'19"37     |                               |
| 2014 | Mondiali indoor          | Sopot          | 800 m piani     | Argento    | 2'00"45     |                               |
| 2014 | Europei                  | Zurigo         | 800 m piani     | Batteria   | 2'04"41     |                               |
| 2015 | Europei indoor           | Praga          | 1500 m piani    | Argento    | 4'10"53     |                               |
| 2015 | World Relays             | Nassau         | 4×800 m         | Argento    | 8'11"36     | Record nazionale              |
| 2015 | World Relays             | Nassau         | Staffetta mista | Bronzo     | 10'45"32    | Record europeo                |
| 2015 | Mondiali                 | Pechino        | 1500 m piani    | 8º         | 4'13"22     |                               |
| 2016 | Europei                  | Amsterdam      | 1500 m piani    | Oro        | 4'33"00     |                               |
| 2016 | Giochi olimpici          | Rio de Janeiro | 800 m piani     | Semifinale | 2'01"29     |                               |
| 2016 | Giochi olimpici          | Rio de Janeiro | 1500 m piani    | Semifinale | 4'17"83     |                               |
| 2017 | World Relays             | Nassau         | 4×800 m         | 4º         | 8'24"71     |                               |
| 2017 | Mondiali                 | Londra         | 800 m piani     | 6º         | 1'58"41     | Miglior prestazione personale |
| 2017 | Mondiali                 | Londra         | 1500 m piani    | 7º         | 4'04"16     |                               |
| 2018 | Mondiali indoor          | Birmingham     | 800 m piani     | Batteria   | 2'02"25     |                               |
| 2018 | Europei                  | Berlino        | 800 m piani     | Semifinale | 2'03"14     |                               |
| 2018 | Europei                  | Berlino        | 1500 m piani    | 12º        | 4'10"93     |                               |
| 2021 | Europei indoor           | Toruń          | 800 m piani     | Bronzo     | 2'04"15     |                               |
| 2022 | Mondiali indoor          | Belgrado       | 800 m piani     | Batteria   | 2'02"01     |                               |